# Labichea brassii
Labichea brassii là một loài thực vật có hoa trong họ Đậu. Loài này được C.T.White & W.D.Francis miêu tả khoa học đầu tiên.